# Janne Juvonen
Janne Juvonen är en ishockeymålvakt från Kiihtelysvaara i Norra Karelen, Finland. Hans moderklubb var Eno Jets från Joensuu. Som junior spelade han för Jokipojat i samma stad. Med dem fick han också göra debut i finländska andraligan Mestis. Fr.o.m. säsongen 2011/2012 spelade Juvonen juniorhockey med Lahtis-laget Pelicans där han också kvalificerade sig för A-laget som spelade i FM-ligan (Finlands högsta division). Efter sex säsonger med Pelicans värvades Juvonen av österrikiska klubben HC Innsbruck i Erste Liga. Han hann spela tio matcher med dem innan Mora IK tog honom till Sverige och Svenska hockeyligan. När Mora föll ur SHL värvades han istället av lokalrivalen Leksands IF för SHL säsongen 2019/2020. 2009-2014 spelade han även med det finländska juniorlandslaget och vann JVM-guld med dem 2014.